# Gustave Dumas

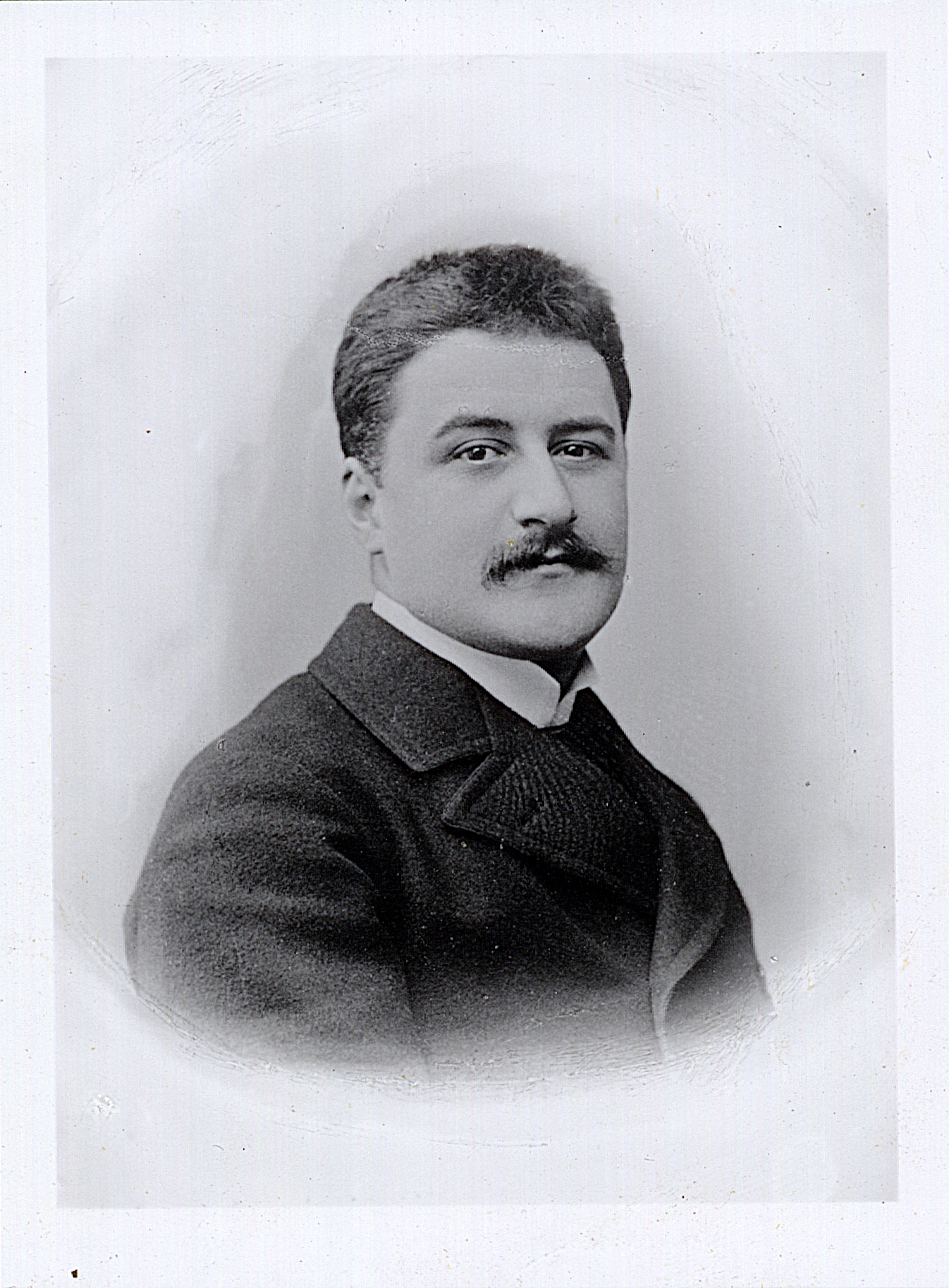
Gustave Dumas (1900)

Gustave Dumas (* 5. März 1872 in L’Etivaz, Kanton Waadt; † 11. Juli 1955 in Lausanne) war ein Schweizer Mathematiker.

## Leben
Dumas war der Sohn eines Priesters. Nach der Matura in Lausanne studierte er an der dortigen Universität. Anschliessend ging er nach Paris, wo er ein zweites Diplom in Mathematik erwarb, und nach Berlin, wo er Vorlesungen von Georg Frobenius, Hermann Amandus Schwarz und Kurt Hensel besuchte. Er kehrte nach Paris zurück und wurde 1904 mit der Schrift Sur les fonctions à caractère algébrique dans le voisinage d’un point donné (Über Funktionen mit algebraischem Charakter in der Umgebung eines bestimmten Punktes) promoviert. In seiner Habilitationsschrift mit dem Titel Sur quelques cas d’irréductibilité des polynomes à coefficients rationnels (Über einige Fälle der Irreduzibilität von Polynomen mit rationalen Koeffizienten), die er zwei Jahre später am Polytechnikum Zürich einreichte, knüpfte er wie bereits in seiner Dissertation an zahlentheoretische Arbeiten von Kurt Hensel an. Er lehrte bis 1913 als Privatdozent und Titularprofessor in Zürich und ging dann an die Universität Lausanne zurück. 1916 wurde er ordentlicher Professor. Anlässlich seiner Emeritierung im Jahr 1942 wurde er zum Ehrendoktor der Universität ernannt. Seine mathematischen Arbeiten behandeln verschiedene Themen der Algebra, Analysis und Geometrie.
Nach der Gründung der  Schweizerischen Mathematischen Gesellschaft (SMG) im Jahr 1910 wurde er deren Mitglied. Von 1922 bis 1923 war er Präsident der SMG. 1944 wurde er Ehrenmitglied der Gesellschaft.